# فلزنگاره نیایش آفتاب

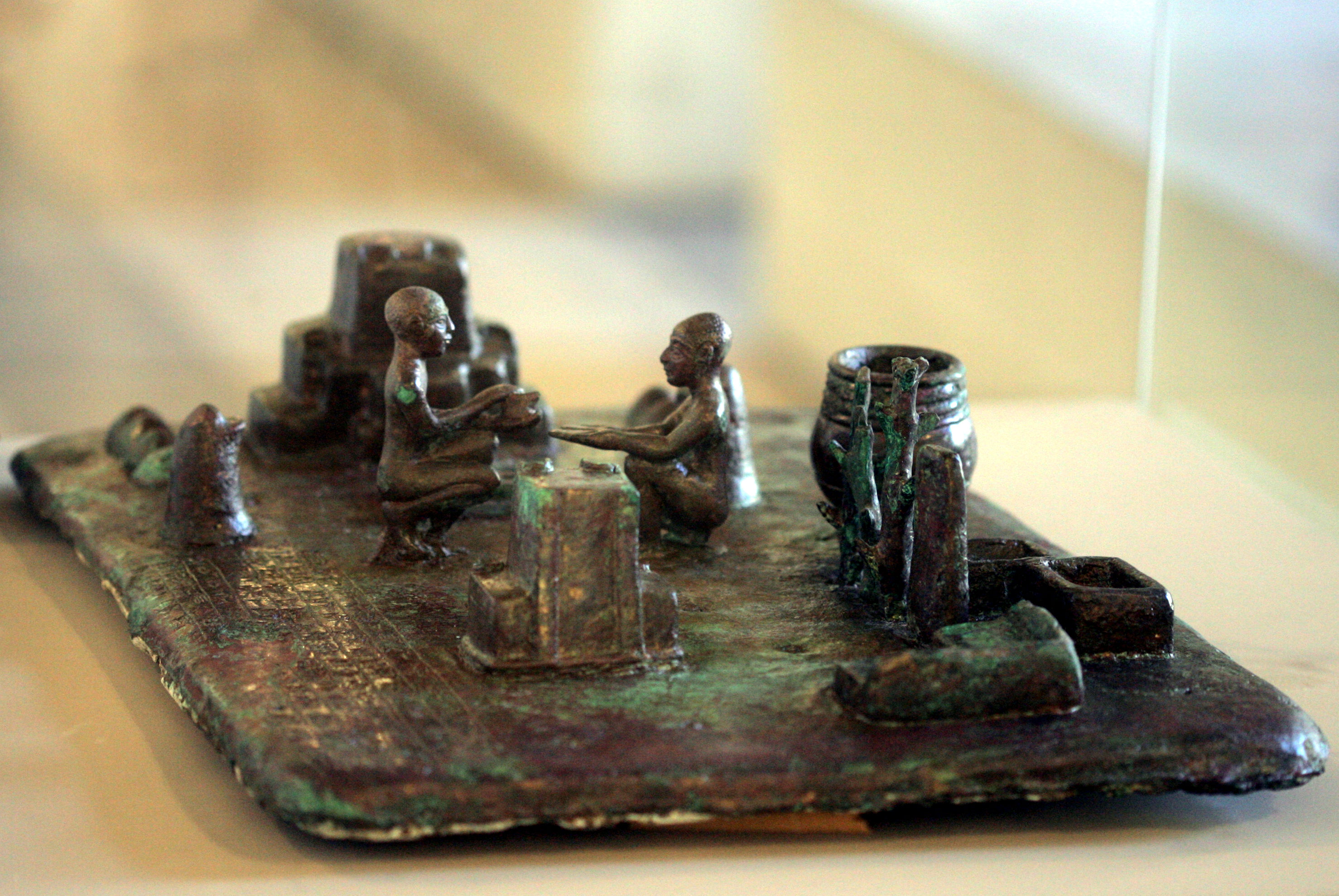
زاویه دیگر

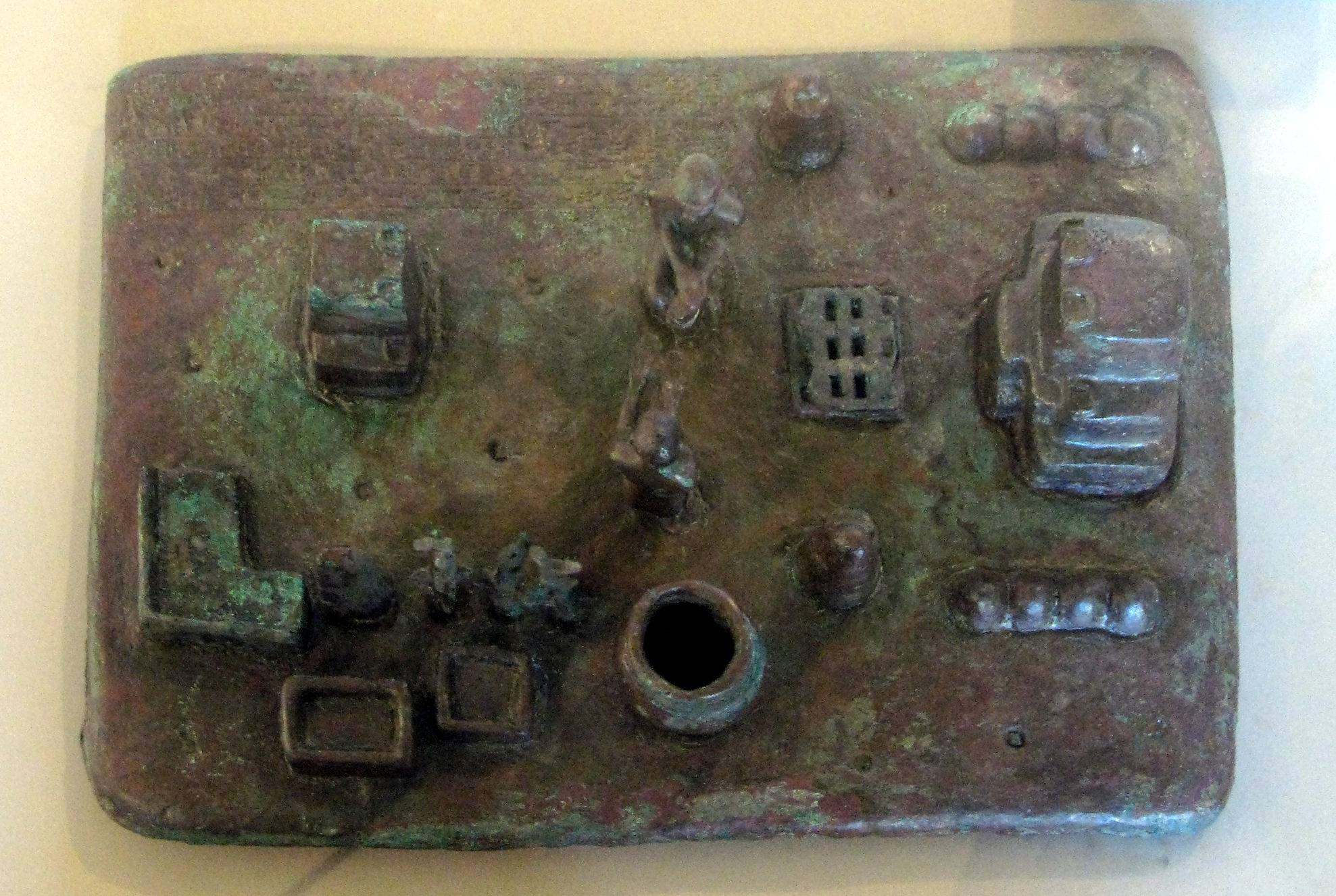
نما از بالا

فلزنگاره نیایش آفتاب یا تابلو مراسم نیایش راهبه‌های آفتاب از اشیای کشف شده دوران ایلام میانه است و قدمت آن به ۱۱۵۰-۱۱۲۰ پیش از میلاد بر می‌گردد. در سال‌های ۱۹۰۴ - ۱۹۰۵ میلادی این قطعه توسط ژاک دو مورگان در خرابه‌های معبد شوش کشف شد. بر روی این تابلو، کتیبه‌ای با این مضمون حک شده‌است:
من شیلهاک اینشوشیناک پسر شوتروک ناهونته پادشاه شوش و انشان و خدمتگزار خدای اینشوشیناک این تابلو را ساختم.
این تابلو نمونه یک مراسم مذهبی را نمایش می‌دهد. در میانه تابلو، دو مرد که با توجه به مراسم مذهبی خودشان، لخت هستند، به حالت نیمه نشسته قرار دارند. در اطراف آنها، اسباب و ادوات مذهبی مثل ظروفی برای نوشیدن شراب، احتمالاً نان برای پذیرایی، ستون‌های سنگ، معبد و چوب مقدس قرار گرفته‌است. در دوره عیلام میانه که بین سده ۱۲ تا ۱۵ پیش از میلاد بود، استادکاران با به دست آوردن شیوه‌ها و روش‌های جدید ذوب فلزات، نسل جدیدی از لوح‌ها، تابلوهای فلزی، تندیس‌ها و آثار برجسته کاری را خلق کردند. این تابلو در موزه لوور نگهداری می‌شود.